# Мадонна Ручеллаи
«Мадонна Ручеллаи» (итал. Madonna Rucellai) — алтарная картина, созданная сиенским живописцем Дуччо ди Буонинсенья в конце XIII века для флорентийской церкви Санта-Мария-Новелла. Другое название картины: «Мадонна с младенцем на троне в окружении ангелов» (итал. Madonna col Bambino in trono e angeli). Картина исполнена темперой и золотом на дереве и имеет размер 450 x 290 см. Хранится в галерее Уффици во Флоренции.

## История
15 апреля 1285 года Дуччо подписал контракт с флорентийским братством dei Laudesi на роспись алтаря для церкви Санта-Мария-Новелла. Первоначально картина располагалась в капелле братства, теперь называемой капеллой Барди, и где недавно были обнаружены фрески конца XIII века, приписываемые самому Дуччо. Алтарь, вероятно, несколько раз перемещали внутри церкви, пока в 1591 году его не поместили в капеллу Ручеллаи, давшую картине современное название. Здесь она находилась до 1937, когда была взята для большой выставки Джотто, а с 1948 года картина экспонируется в галерее Уффици.
Авторство Дуччо было признано не сразу. В XV веке считалось, что это работа флорентийца Чимабуэ, этой же точки зрения придерживался Вазари, и она доминировала до конца XIX века, пока в 1899 году Франц Викхофф не установил связь между алтарем и контрактом между Дуччо и братством dei Laudesi, обнаруженным ещё в 1790 году. Вероятно, Дуччо в начале 1280-х годов работал вместе с Чимабуэ и испытал его влияние.

## Описание
Мадонна Ручеллаи — один из самых больших алтарей своего времени (4,5×2,9 м). Он написан на соединённых вместе пяти вертикальных панелях из тополя с рельефной рамой. Рама украшена тридцатью медальонами с изображениями патриархов, пророков, апостолов и других святых: сверху изображен Бог Отец, справа — Иоанн Креститель и ветхозаветные персонажи, слева — двенадцать апостолов. Вдоль нижнего края — святые Августин, Екатерина Александрийская, Доминик, покровитель города святой Зиновий Флорентийский и основатель братства dei Laudesi святой мученик Пётр Веронский. Вероятно, работу над медальонами Дуччо поручил своим помощникам.
В центре композиции изображена Мария с младенцем, восседающая на резном деревянном троне, расписанном, позолоченном и украшенном узорчатой тканью и красной с золотом подушкой. Трон поддерживают шесть коленопреклоненных ангелов. Таким образом, произведение относится к иконографическому типу «Маэста».
Реставрация картины в 1989 году выявила чрезвычайно высокий уровень исполнения. Особенно хороша трехмерная моделировка одеяний Богородицы, выполненная азуритом, которая была скрыта перекраской. Высокое качество живописи свидетельствует о профессиональной зрелости молодого художника.
Художник в основном следует византийской живописной традиции, характерной для сиенской школы, но обогащает её элементами, почерпнутыми из готики. Яркие краски, изысканная игра светотени на складках ткани, изящество линий, особенно золотая кайма на одеяниях Марии выдают влияние «заальпийского» французского искусства.